# FC Jokerit
FC Jokerit fue un club de fútbol situado en Helsinki (Finlandia), que existió desde 1999 hasta 2004. Fue fundado por iniciativa del empresario Hjallis Harkimo a partir de otra entidad de la Primera División de Finlandia con problemas financieros, el Pallokerho-35, a la que dio los colores y nombre social de su franquicia de hockey sobre hielo, el Jokerit.
En su primera temporada ganó la Copa de Finlandia de 1999, mientras que un año después finalizó segundo en la máxima categoría finlandesa. En 2004 se puso a la venta y el HJK Helsinki lo compró para convertirlo en el Klubi-04, un filial de sus categorías inferiores.

## Historia
En 1998 el empresario Hjallis Harkimo, dueño de la franquicia de hockey sobre hielo Jokerit, probó suerte en el mundo del fútbol. Ese mismo año se aprobó la construcción de un moderno recinto en Helsinki, el Estadio Sonera, que motivó la decisión. Harkimo compró un equipo de Primera División con problemas económicos, el Pallokerho-35 de Vantaa, y lo trasladó a la capital. Además le cambió el nombre a FC Jokerit para aprovechar la popularidad de su franquicia de hockey, un deporte con más seguimiento en ese país.
Para atraer aficionados el FC Jokerit mantuvo tanto al entrenador, el exinternacional Pasi Rautiainen, como a la plantilla del Pallokerho-35, que en la pasada temporada quedó en tercera posición. Además contrató a las estrellas finesas Aki Hyryläinen y al delantero Antti Sumiala. En su primera temporada terminó en cuarta posición y ganó la Copa de Finlandia de 1999, después de vencer en la final al FF Jaro. En competiciones internacionales, aprovechó la plaza de su antecesor en la Intertoto y llegó hasta tercera ronda de la competición.
En el año 2000 continuó reforzándose con buenos jugadores de la liga nacional, y finalizó en segunda posición a cuatro puntos del campeón, el FC Haka. Además, su delantero Shefki Kuqi, procedente del HJK Helsinki, fue uno de los máximos goleadores. Ese mismo año disputó la Copa de la UEFA y cayó en la ronda clasificatoria contra el húngaro MTK Budapest FC. Cuando la temporada concluyó, Pasi Rautiainen renunció del cargo por razones económicas y Harkimo puso a la venta parte de su plantilla. Las estrellas como Kuqi, Sumiala o Alexei Eremenko se marcharon a otras ligas, así que el rendimiento del FC Jokerit empeoró sensiblemente. 
Al término de la temporada 2001, terminó penúltimo y descendió a Segunda División. Retornó a la máxima categoría al año siguiente y en su última temporada en la élite, en el año 2003, aseguró la permanencia con un décimo puesto entre 14 participantes. Una vez concluyó ese año, Harkimo puso la franquicia a la venta. El HJK Helsinki la compró y reconvirtió en un filial, el Klubi-04.

## Estadio

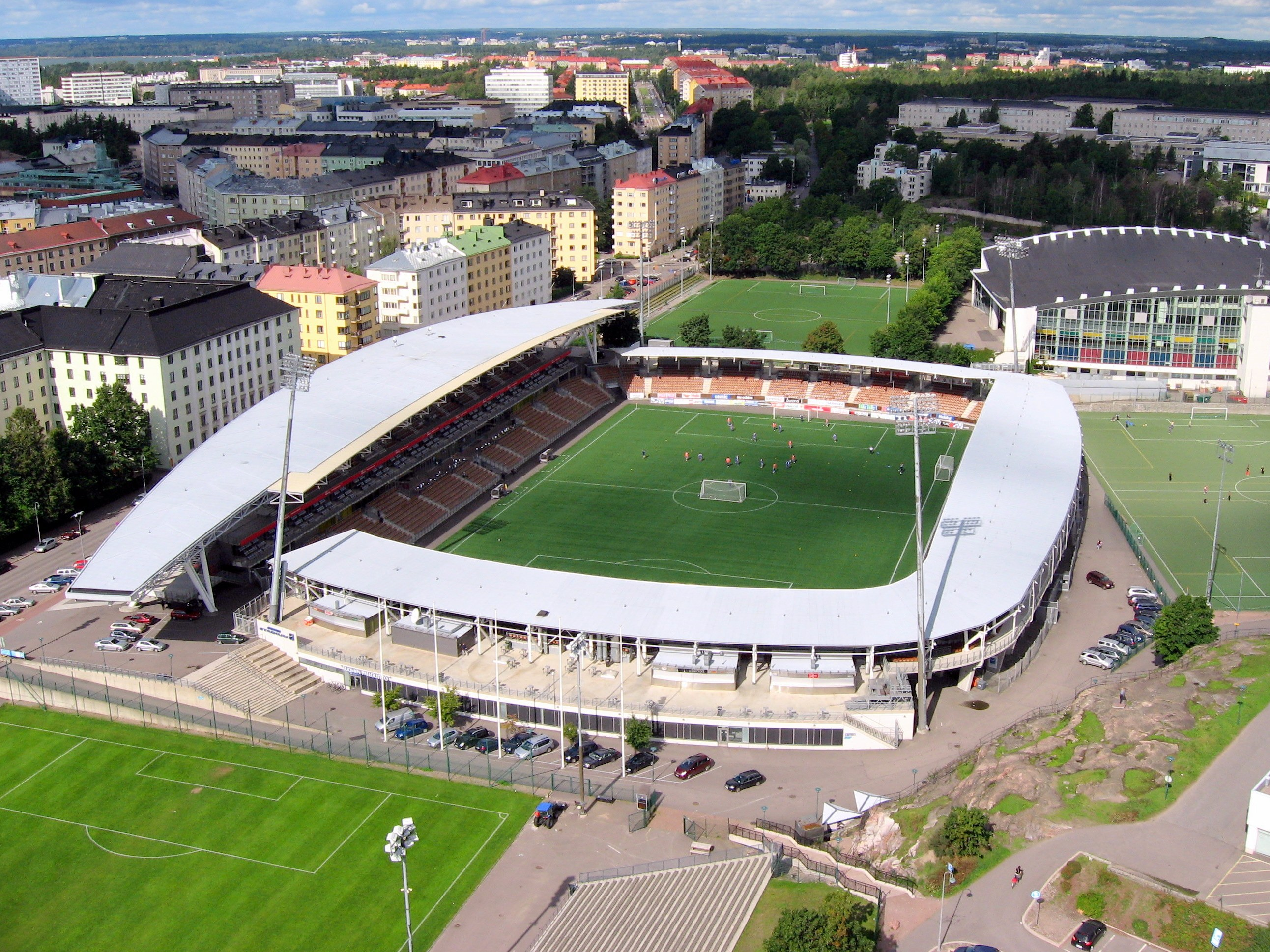
Visión aérea del Estadio Sonera.

El campo donde FC Jokerit se estableció como local fue el Estadio Sonera, anteriormente conocido como Estadio Finnair y renombrado para competiciones internacionales como Estadio de Töölö, por estar situado en el barrio de Töölö, en la capital finlandesa. Inaugurado en 2000, cuenta con capacidad para 10.770 espectadores y césped artificial. Hasta su apertura jugó temporalmente en el Estadio Olímpico de Helsinki.
En la actualidad, este campo es el estadio del HJK Helsinki en partidos de la liga finlandesa. El Estadio Sonera también ha sido empleado por la selección de fútbol de Finlandia para partidos amistosos y fue una de las sedes de la Eurocopa Femenina 2009.

## Jugadores
La siguiente lista recoge algunos de los futbolistas más destacados de la entidad.
| - Pasi Laaksonen (1999-2001; 2003) - Petri Helin (1999-2000; 2003) - Matti Hiukka (1999-2000; 2003) - Aki Hyryläinen (1999-2000) - Antti Sumiala (1999-2000) - Sami Ristilä (1999-2000) - Shefki Kuqi (2000) - Timo Marjamaa (2000-2001) - Alexei Eremenko (2001) |

## Entrenadores
- Pasi Rautiainen (1999-2000)
- Jan Everse (2001)
- Ville Lyytikäinen (2001-2002)
- Pasi Rautiainen (2003)

## Palmarés
- Copa de Finlandia: 1 (1999)

## Participación en competiciones europeas
| Temporada | Torneo          | Ronda  | Club            | Casa | Fuera | Global |
| --------- | --------------- | ------ | --------------- | ---- | ----- | ------ |
| 1999      | Copa Intertoto  | 1ª     | JK Narva Trans  | 3-0  | 1-4   | 7-1    |
| 1999      | Copa Intertoto  | 2ª     | Floriana F. C.  | 2-1  | 1-1   | 3-2    |
| 1999      | Copa Intertoto  | 3ª     | West Ham United | 1-1  | 1-0   | 1-2    |
| 2000-01   | Copa de la UEFA | Previa | MTK Hungária    | 2-4  | 1-0   | 2-5    |
| 2001-02   | Copa de la UEFA | Previa | CSKA de Kiev    | 0-2  | 2-0   | 0-4    |

### Récord europeo
| Torneo          | J  | G | E | P | GF | GC |
| --------------- | -- | - | - | - | -- | -- |
| Copa de la UEFA | 4  | 0 | 0 | 4 | 2  | 9  |
| Copa Intertoto  | 6  | 3 | 2 | 1 | 11 | 5  |
| Total           | 10 | 3 | 2 | 5 | 13 | 14 |